# Serpopard
Serpopard je mitska životinja poznata iz drevne egipatske i mezopotamske umjetnosti. Riječ "serpopard" moderna je kovanica. Riječ je o stopljenici" zmije" i "leoparda", izvedenog iz tumačenja da stvorenje predstavlja životinju s tijelom leoparda i dugim vratom i glavom zmije. Međutim, oni su također protumačeni kao "lavovi zmijskog vrata". U nijednom drevnom tekstu ne postoji poznato ime za to stvorenje.

## Slike
Slika je posebno prikazana na ukrašenim kozmetičkim paletama iz predinastičkog razdoblja Egipta, ali i šire, kao motivi dizajna na pečatnim cilindrima protoliteratskom razdoblju Mezopotamije (oko 3500. – 3000. pr. Kr.). Primjeri uključuju Narmerovu paletu i Malu paletu Nekhen (Hierakonopolis). Pečatni cilindar prikazan s desne strane vrlo jasno prikazuje motiv. Tipično su prikazana dva bića, isprepletenih vratova.

## Interpretacije
Slika je općenito klasificirana kao mačja i pažljivim pregledom nalikuje neobično lavici dugog vrata. Nosi pramen na kraju repa karakrerističan za lavove, nema mrlja, a okrugla uha glava najviše podsjeća na lavicu nego na zmiju, jer zmije nemaju uši, a nema ni tipičnih karakteristika zmija poput ljuski, jezika ili oblik glave.
Postoji hipoteza da u drevnoj egipatskoj umjetnosti serpopard predstavlja "simbol kaosa koji je vladao izvan egipatskih granica", koji kralj mora ukrotiti. Obično se prikazuju osvojeni ili pod nadzorom, kao u Narmerovoj paleti, ili napadaju druge životinje. Ali u mezopotamskoj su umjetnosti prikazani u parovima, isprepletenih vratova.
U Mezopotamiji se smatra da je upotreba ovih "lavova zmijskog vrata" i drugih životinja i hibrida životinja "manifestacija htoničnog aspekta boga prirodne vitalnosti, koji se očituje u cijelom životu koji se probija iz zemlje".
Slično drugim drevnim narodima, Egipćani su poznati po vrlo preciznim prikazima stvorenja koja su promatrali. Njihova složena bića imaju vrlo prepoznatljiva obilježja životinja koje su izvorno predstavljale ta spojena božanstva.
Lavice su igrale važnu ulogu u religijskim konceptima i Gornjeg i Donjeg Egipta, a vjerojatno su bile označene kao životinje povezane s zaštitom i kraljevstvom. Dugi vratovi mogu biti jednostavno pretjerivanje, koje se koriste kao obilježje uokvirivanja u umjetničkom motivu, ili oblikujući područje miješanja kozmetike kao u Narmerovoj paleti, ili ga okružujući kao u Maloj paleti.
Prikazi fantastičnih životinja također su poznati iz Elama i Mezopotamije kao i mnogih drugih kultura.

## U popularnoj kulturi
- Serpopardi se pojavljuju u knjizi The Kane Chronicles "Crvena piramida". Set je poslao 2 serpoparda da napadnu Filipa Makedonskog, Sadie Kane, Carter Kane i Khufu. Porazio ih je Bast.

- U kartaškoj igri Magic: The Gathering u svijetu Amonkheta s egipatskom tematikom pojavio se serpopard. Njegova vrsta stvorenja je "mačja zmija" i ima otvorene zmijolike osobine koje nisu viđene u drevnim prikazima.

## Vanjske poveznice
- [neaktivna poveznica] Francesca Rafaelea